# Fontaine Napoléon (Bouligney)
Pour les articles homonymes, voir Fontaine Napoléon.
La fontaine Napoléon est une fontaine située à Bouligney, en France.

## Localisation
La fontaine est située sur la commune de Bouligney, dans le département français de la Haute-Saône.

## Historique
L'édifice est inscrit au titre des monuments historiques en 1996.